# Маркус Райнер
Маркус Райнер (івр. מרכוס רַיינֶר, нім. Markus Reiner; 5 січня 1886, Чернівці, Австро-Угорщина — 25 квітня 1976) — ізраїльський інженер та вчений-фізик, один з основоположників реології. 
Лауреат Премії Ізраїлю в області точних наук (1958), член Ізраїльської академії наук, професор Техніона (Хайфа).

## Біографія
Народився в Чернівцях на початку 1886 року в сім'ї Ефраїма (1857—?) і Рахели Райнерів. У 1903-1909 роках навчався у Віденській вищій технічній школі, закінчив її з дипломом інженера, а пізніше, незадовго до початку Першої світовий війни, отримав ступінь доктора технології. Працював інженером державних залізниць: спершу в Австро-Угорщині, а після її розпаду — у Румунії. У воєнні роки отримав звання лейтенанта австрійської армії.
У післявоєнні роки брав активну участь у сіоністським русі. Був членом виконавчого комітету Сіоністської організації Буковини, організував там філіал «Керен га-єсод», у вересні 1921 року був делегатом XII Всесвітнього конгресу сіоністів у Карлсбаде. У 1922 році емігрував у Палестину і взяв участь у основі кібуца Хефциба у Галілеї. 
Після переїзду у Палестину Райнер упродовж 25 років працював інженером у департаменті суспільний робіт у Єрусалимі, бувши частиною організаційної структури британського мандата. Серед проблем, котрі Райнеру доводилося вирішувати,як інженерові, було, зокрема, проектування опорний конструкцій Храму Гробу Господнього і реставрація іригаційних каналів епохи Ірода I у Єрихоні. У вільний час він захоплювався питаннями теорії плинності й до кінця 1940-х років склав собі світове ім'я як фізик. Райнер також час від часу публікував статті на політичні теми у регулярній пресі.
У 1947-1949 роках Райнер був науковим консультантом Ізраїльського інституту стандартів у Тель-Авіві, а в 1948 році отримав професорське звання на кафедрі механіки у Техніоні, де викладав до самої смерті в 1976 році.

### Особисте життя
Був двічі одружений — з 1923 року на Маргаліт Оберник і з 1929 року на Ривці Шенфельд. Від обох жінок мав по двоє дітей — сина Ефраїма й дочку Хану від першого шлюбу і двох дочок — Доріт і Шломіт — від другого.

## Внесок у науку
У 1926 році була опублікована стаття Маркуса Райнера, присвячена теоретичним аспектам течії через трубу пружної рідини (тобто, текучої рідини тільки при механічнім напруженні, який перевищував поріг плинності). Стаття залучила увагу міжнародної наукової спільноти. У 1928 році на запрошення Юджина Бінгама Райнер відвідав Лафайет-коледж у Істоні (Пенсільванія). Бінгам у ході цієї зустрічі був настільки вражений знаннями, роллю плинності і деформації матеріалів у різних областях, що дав науці, яка вивчає ці явища, нову назву — реологія. У 1929 році він разом з Райнером заснував у США Реологічну громаду.
Маркус Райнер займався активними науковими дослідженнями навіть досягши 80-річного віку. Він опублікував більше 150 робіт по реології, найбільший внесок внісши у дослідження поведінки твердих тіл і нелінійних рідин. Серед тем, які займали, були деформація тіл, пластичної течії і в'язкістю у багатофазних системах. За його участі була розроблена теорія не стискальної рідини, а у 1945 році опублікував роботу, яка демонструвала застосування формули Гамільтона — Кели до цього питання. Один з істориків науки писав, ця публікація знаменує «нове народження механіки суцільних середовищ як раціональної науки». У середині 1950-х років Райнер розробив центронаправлений повітряний насос, у основі конструкції котрого два близько розташованих співвісних диска; при швидкому обертанні одного з них, газ засмоктується з ребра дисків й викидається через отвір біля осі. Цьому явищу пропонували різне пояснення (у тому числі засновані на рівняннях Нав'є — Стокса); сам Райнер пов'язував його з наявністю нормальних ефектів напруження у повітряному середовищі.
Важливий внесок вніс Райнер також у реологічну термінологію. Саме ним запропонований термін «число Дебори», що відсилає до біблійного «гори танули від лику Божого» з пісні провидиці Девори (Суд 5:5.), і термін «ефект чайника» (англ. teapot effect). Його книга «Десять лекцій по теоретичній реології» (англ. Ten Lectures on Theoretical Rheology) стала першим підручником по цьому предмету і була, наряду з деякими іншими його книгами, перекладена на іншими мовами (зокрема у 1960-ті роки на москалі мові з'явилася його монографія «Деформація і течія»). 46 публікацій Райнера за різні роки були згодом випущені у збірнику Selected Papers on Rheology.
Маркус Райнер був делегатом у міжнародних конгресів математиків 1927 і 1954 роках у Болонья і Амстердамі, а також конгресів Міжнародного союзу теоретичної і прикладної механіки 1930 і 1952 роках у Стокгольмі і Стамбулі. Був членом Ізраїльської академії наук, у 1956 році був нагороджений премією ім. Х. Вейцмана, від мерії міста Тель-Авів, а у 1958 році — Премії Ізраїлю у царині точних наук.

## Праці
- Über die Torsionsbeanspruchung von Wellen. 1913. Dissertation. Technische Hochschule Wien.
- Ten Lectures on Theoretical Rheology. 1943
- mit G. W. Scott Blair: Agricultural Rheology. London : Routledge & Kegan Paul, London, 1957
- Deformation, strain and flow: an elementary introduction to rheology. London : H. K. Lewis, 1949 (1960)
- The Deborah Number, in: Physics Today, 1964, Heft 1, S. 62
- Advanced Rheology. London : H. K. Lewis, 1971
- Selected Papers on Rheology. Amsterdam, Elsevier, 1975